# Морен, Шарль
Шарль Морен (фр. Charles Maurin; 1 апреля 1856, Ле-Пюи-ан-Веле, Овернь — 22 июля 1914, Грас) — французский  живописец и  гравёр.

## Жизнь и творчество
В 1875 году Шарль Морен был удостоен престижной премии Шарля Крозатье, что позволило ему получить образование в парижских Академии изящных искусств (где его учителем был Жюль Жозеф Лефевр) и в академии Жюлиана. Позднее художник и сам преподавал в последней. Среди наиболее известных учеников Ш. Морена следует назвать Анри де Тулуз-Лотрека и Феликса Валлоттона. В 1882 году прошла первая персональная выставка произведений Шарля Морена в Салоне французских художников. Вплоть до 1890 года он затем периодически выставлял свои произведения в этом салоне. Сотрудничал с известным в своё время литературно-художественным иллюстрированным парижским журналом «La Revue blanche».
Графика Ш. Морена была в значительной мере подвержена влиянию японской ксилографии, в особенности в стилевом отношении. Для его гравюр типичны острые, резкие очертания и силуэты. Лаконично сформулированные пояснения к изображённому разъясняют обстоятельства, не попавшие на гравюру. При участии Эжена Делатра Морен экспериментировал в технике цветного офорта.
Произведения Морена экспонировались на Всемирных выставках 1889 и 1900 годов; на обеих ему была присуждена золотая медаль. Творчество художника оказало влияние в том числе и на развитие изобразительного искусства в Германии. Так, его графика проложила дорогу ксилографии немецкого экспрессионизма, а живопись — искусству новой вещественности.
Шарль Морен умер 22 июля 1914 года в Грасе, на юго-востоке Франции.

## Галерея

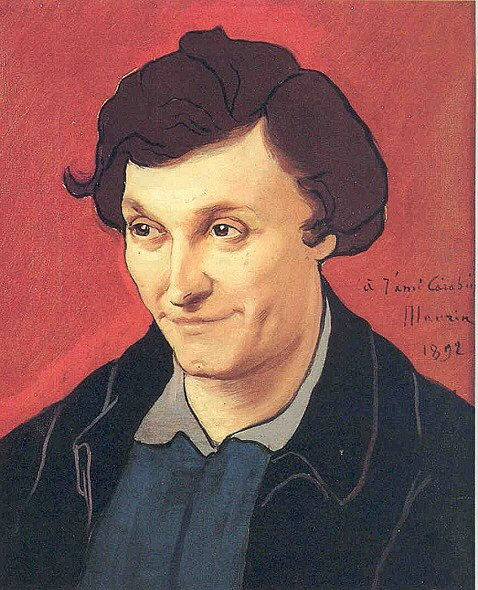
Портрет Франсуа-Рупера Карабена (1892)
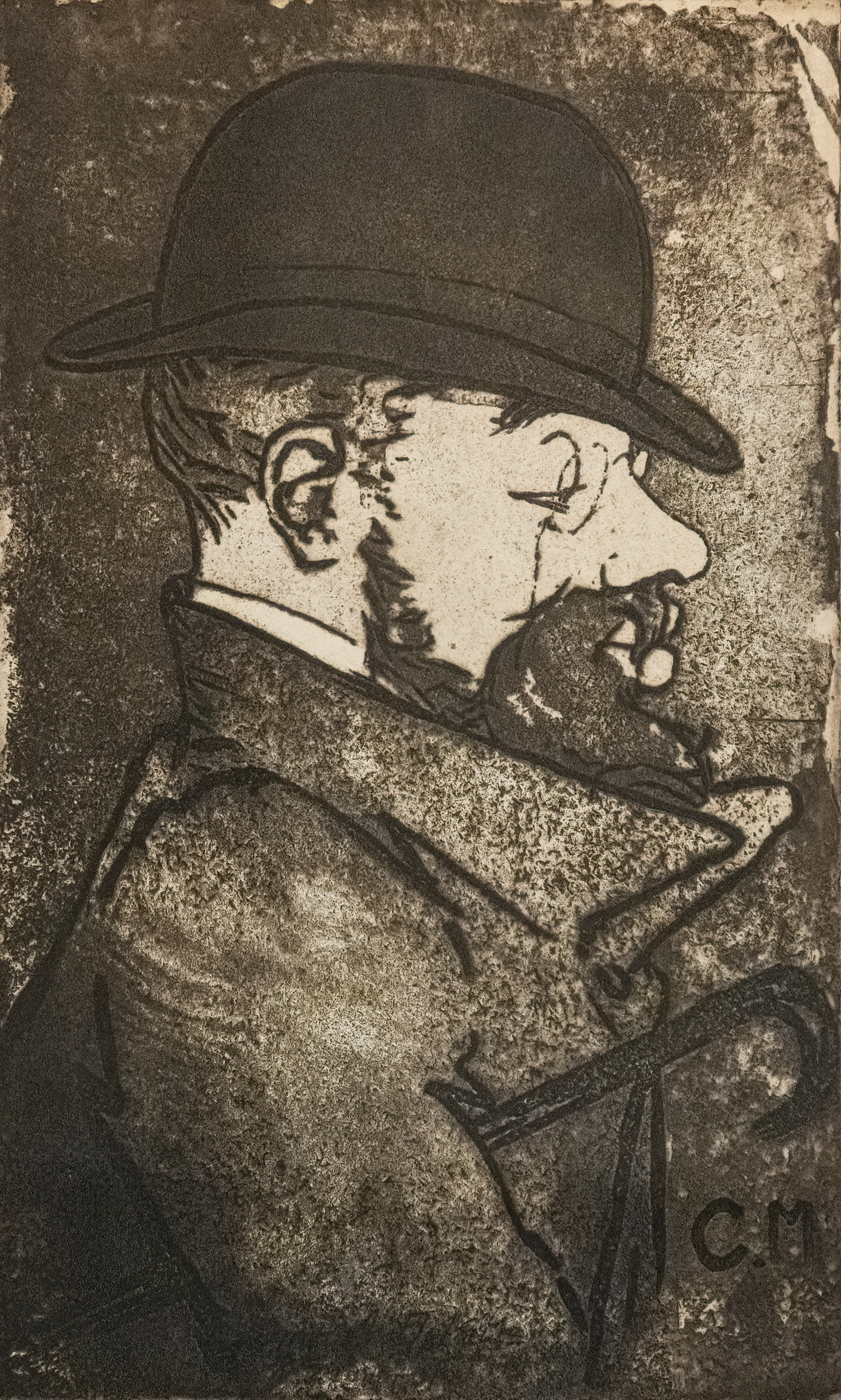
Портрет А. де Тулуз-Лотрека (1890)
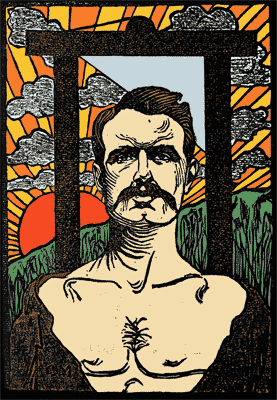
Равашоль перед гильотиной (1895)
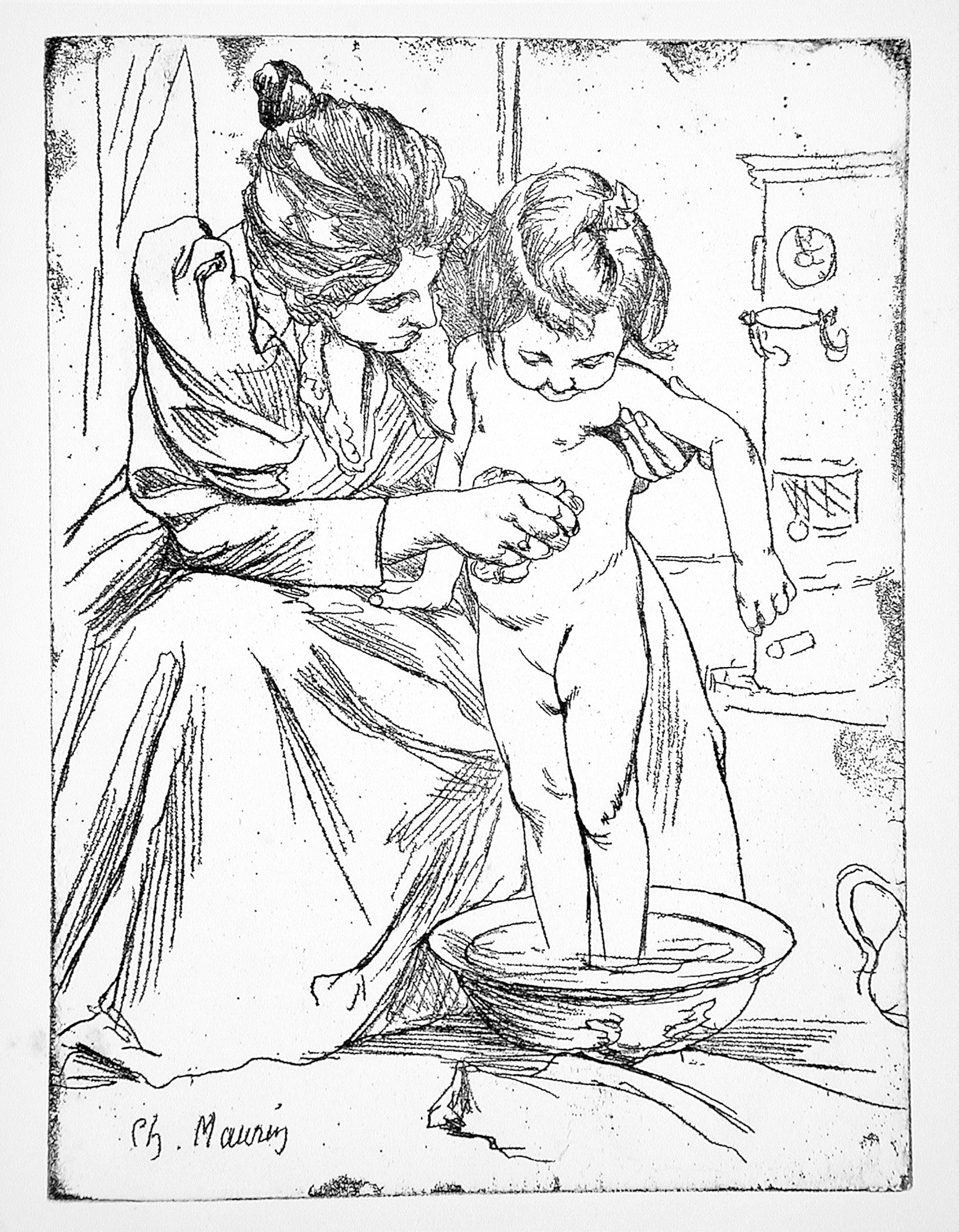
Мать и дитя (1896)